# 渡部信男
渡部 信男（わたべ のぶお、1942年10月9日 - ）は、新潟県出身の日本の実業家。アデランス・ホールディングス代表取締役最高経営責任者（CEO）などを歴任。1968年9月のアデランス開業時の創業者の1人。

## 経歴
- 東京公衆衛生技術学校（窪田理容美容専門学校の前身）出身[1]
- 1981年04月　アデランス取締役　就任
- 1982年11月　アデランス工芸株式会社取締役　就任
- 1991年09月　同社　代表取締役社長　就任
- 1996年09月　株式会社アデランス代表取締役副社長　就任
- その後、相談役[2]
- 2008年　101 Japan 社長 就任[2]
- 2009年06月　同社　代表取締役社長　就任[2][3]
- 2009年07月　フォンテーヌ株式会社取締役会長　就任
- 2009年12月　株式会社アデランスホールディングス代表取締役兼最高経営責任者（CEO）
- 2010年06月　同　退任[3]
- 2014年01月　株式会社エイトワン代表取締役会長　就任